# 小孩月報
《小孩月報》是清末民初的的一份兒童讀物，為中國最早的專門兒童刊物。
《小孩月報》於1875年（同治十三年）在福州由兩位外籍婦女創辦，以福州话编写。之後由當年第3期開始，改至上海出版，由基督教清心書館發行，新的主編為美國傳教士范約翰（J.M.W. Farnham）。
該刊內容針對兒童讀者，根據改版之初的介紹文字，內容除以基督教內容為重之外，另包括「天文、地理、格物、禽獸等學」，另有「各處奇文」即各國介紹，也有西方童話故事的引進。
內容除了文字較為淺顯之外，並以銅版印刷圖片搭配說明，也是中國最早的畫報之一。該報刊雖設定以兒童為主要讀者，知識亦較為淺顯，但對許多未接觸西方知識的成年中國人來說也具有啟蒙的價值，實際影響不僅止於兒童。該報在上海第一年發行時，即有兩千餘分的銷量。
該報1881年5月续出第七年後，改名《月报》。於1914年改名為《開風報》，後与福建《少年友》合并，1915年停刊。